# Hertog van Hereford
Hertog van Hereford (Engels: Duke of Hereford) is een Engelse adellijke titel. 
De titel hertog van Hereford werd gecreëerd in 1397 door Richard II voor zijn neef Henry Bolingbroke, de latere Hendrik IV. De titel versmolt met de kroon toen Hendrik koning werd in 1399.

## Hertog van Hereford, (1385)
- Henry Bolingbroke, 1e hertog van Hereford (1397-1399)